# Егиндыкольский район
Егиндыкольский район (каз. Егіндікөл ауданы; в 1971—1997 — Краснознаменский район) — административная единица Акмолинской области Казахстана. Площадь 5,4 тысяч км². Население 6 826 человек (2010). Делится на 6 сёл и 3 сельских округов. Административный центр — село Егиндыколь. Самый малонаселённый район Казахстана.

## География
Егиндыкольский район расположен в южной части Акмолинской области Республики Казахстан, к западу от столицы страны (посмотреть по карте ). На юго-западе граничит с Нуринским районом Карагандинской области, на севере - с Астраханским районом, на юге - с Коргалжынским районом, на западе и северо-западе - с Атбасарским районом. Расположен в центральной части Казахского мелкосопочника, между рекой Ишим и Тенгиз-Кургальджинской впадиной. Рельеф в основном равнинный, лишь центральная часть овражисто-расчленённая и мелкосопочная (абсолютная высота 350—400 м). Большая часть поверхности сложена озёрно-аллювиальными отложениями верхнего плиоцена и нижнего антропогена. Полезные ископаемые: гипс, пески, глины. Климат континентальный, с холодной зимой и жарким, сухим летом. Средние температуры января −22°С (зимний минимум −40°С), июля 21°С (летний максимум 42°С). Среднегодоввое количество осадков 250—300 мм. Речная сеть редкая. На территории района берёт начало река Талдысай — приток реки Терисаккан, имеются сухие русла рек. Множество солёных и пресных озёр: Кожаколь, Жалманкулак, Егиндыколь, Жосалы, Жарлыколь, Самарбай, Узынколь, Алаколь (солёное) и другие. Почвы тёмно-каштановые карбонатные. Большая часть земель распахана в период освоения целинных и залежных земель. Произрастают овёс, ковыль, полынь, овсяница; по берегам озёр заросли камыша и других. Водятся волк, лисица, заяц, барсук, хомяк, ондатра, сурок и другие.

### Транспортная логистика
В районе проходит автомобильная дорога областного значения Новочеркасское - Жантеке. Автодорога Егиндыколь - Новочеркасское соединяется с международной трассой Алматы - Екатеринбург (М-36) ведущая в город Астана (174 км) (посмотреть по карте маршрут до села Егиндыколь).

## История
Егиндыкольский район первоначально образовался как Краснознаменский район в 1971 году. В его состав вошли сельсоветы Бесбидаикский и Полтавский  Астраханского района, Коржинкольский Атбасарского  района, Абайский, Армавирский, Буревестникский, Калининский, Коммунарский, Краснозаменский и Ушаковский Кургальджинского района. 28 июля 1980 года был образован Жулдызский сельсовет
Был переименован в Егиндыкольский район в 1997 году.

## Экономика
Имеется элеватор, хлебозавод и другие. Основа сельского хозяйства — зерновое хозяйство. Выращивают кормовые травы, картофель и овощи. Главные отрасли животноводства — скотоводство, овцеводство, свиноводство, коневодство. По территории района проходят автомобильные дороги Егиндыколь — Астраханка — Макинск — Щучинск, Кокшетау — Егиндыколь, Новочеркасское — Астана. Астана — Карталы.
Земли сельскохозяйственного назначения – 84% от территории района (459348  га.). Данную категорию земель представляют 305 землепользователей, из них 289 крестьянских хозяйств, 15 ТОО, 1 госсортучасток. В районе имеется 13 предприятий и цехов по переработке продукции сельского хозяйства.

## Население
| Численность населения Егиндыкольского района | Численность населения Егиндыкольского района | Численность населения Егиндыкольского района | Численность населения Егиндыкольского района | Численность населения Егиндыкольского района | Численность населения Егиндыкольского района | Численность населения Егиндыкольского района |
| 1979                                         | 1989                                         | 1999                                         | 2004                                         | 2005                                         | 2006                                         | 2007                                         |
| -------------------------------------------- | -------------------------------------------- | -------------------------------------------- | -------------------------------------------- | -------------------------------------------- | -------------------------------------------- | -------------------------------------------- |
| 14 672                                       | ↗15 159                                      | ↘10 050                                      | ↘7929                                        | ↘7771                                        | ↘7571                                        | ↘7459                                        |
| 2008                                         | 2009                                         | 2010                                         | 2011                                         | 2012                                         | 2013                                         | 2014                                         |
| ↘7288                                        | ↘6802                                        | ↘6697                                        | ↘6560                                        | ↘6444                                        | ↘6353                                        | ↗6376                                        |
| 2015                                         | 2016                                         | 2017                                         | 2018                                         | 2019                                         | 2020                                         | 2021                                         |
| ↘6325                                        | ↗6346                                        | ↘6170                                        | ↘6123                                        | ↘6068                                        | ↘6008                                        | ↘5903                                        |

### Национальный состав
Национальный состав (на начало 2019 года):
| Национальность | Численность (чел.) | Процентное соотношение |
| -------------- | ------------------ | ---------------------- |
| Казахи         | 2 564              | 42,25%                 |
| Русские        | 2 004              | 33,03%                 |
| Украинцы       | 658                | 10,84%                 |
| Белорусы       | 260                | 4,28%                  |
| Немцы          | 227                | 3,74%                  |
| Татары         | 94                 | 1,55%                  |
| Молдаване      | 60                 | 0,99%                  |
| Башкиры        | 56                 | 0,92%                  |
| Удмурты        | 30                 | 0,49%                  |
| Марийцы        | 18                 | 0,30%                  |
| Азербайджанцы  | 17                 | 0,28%                  |
| Поляки         | 13                 | 0,21%                  |
| Армяне         | 10                 | 0,16%                  |
| Чеченцы        | 4                  | 0,07%                  |
| Мордва         | 1                  | 0,02%                  |
| Другие         | 52                 | 0,86%                  |
| Всего          | 6 068              | 100,00%                |

### Половозрастной состав
По данным Национальной переписи населения Республики Казахстан 2009 года:
| Возраст     | Мужчины, чел. | Женщины, чел. | Общая численность, чел. | Доля от всего населения, % |
| ----------- | ------------- | ------------- | ----------------------- | -------------------------- |
| 0 — 14 лет  | 850           | 847           | 1 697                   | 24,95%                     |
| 15 — 64 лет | 2 303         | 2 213         | 4 516                   | 66,39%                     |
| от 65 лет   | 236           | 353           | 589                     | 8,66%                      |
| Всего       | 3 389         | 3 413         | 6 802                   | 100,00%                    |

- Мужчины — 3 389 (49,82%). Женщины — 3 413 (50,18%)

## Административное деление
В состав района входят 6 сел и 3 сельских округов:
| № | Административная единица       | Административный центр | Количество населённых пунктов | Население (2009) |
| - | ------------------------------ | ---------------------- | ----------------------------- | ---------------- |
| 1 | Село Егиндыколь                | село Егиндыколь        | 1                             | 3 285            |
| 2 | Село Абай                      | село Абай              | 1                             | 170              |
| 3 | Алакольский сельский округ     | село Полтавское        | 2                             | 620              |
| 4 | Село Бауманское                | село Бауманское        | 1                             | 778              |
| 5 | Село Буревестник               | село Буревестник       | 1                             | 227              |
| 6 | Жалманкулакский сельский округ | село Жалманкулак       | 2                             | 186              |
| 7 | Село Коржинколь                | село Коржинколь        | 1                             | 432              |
| 8 | Село Спиридоновка              | село Спиридоновка      | 1                             | 464              |
| 9 | Узункольский сельский округ    | село Узункольское      | 2                             | 640              |

### Населённые пункты
В Егиндыкольском районе 12 населённых пунктов.
| №  | Населённый пункт | Тип  | Население (2009) | Административная единица       |
| -- | ---------------- | ---- | ---------------- | ------------------------------ |
| 1  | Абай             | село | ↘170             | Село Абай                      |
| 2  | Бауманское       | село | ↘778             | Село Бауманское                |
| 3  | Буревестник      | село | ↘227             | Село Буревестник               |
| 4  | Егиндыколь       | село | ↘3 285           | Село Егиндыколь                |
| 5  | Жалманкулак      | село | ↘92              | Жалманкулакский сельский округ |
| 6  | Жулдыз           | село | ↘50              | Жалманкулакский сельский округ |
| 7  | Коржинколь       | село | ↘432             | Село Коржинколь                |
| 8  | Коркем           | село | ↘204             | Алакольский сельский округ     |
| 9  | Полтавское       | село | ↘416             | Алакольский сельский округ     |
| 10 | Спиридоновка     | село | ↘464             | Село Спиридоновка              |
| 11 | Тоганас          | аул  | ↘244             | Узункольский сельский округ    |
| 12 | Узункольское     | село | ↘396             | Узункольский сельский округ    |

#### Упразднённые населённые пункты
- Село Степняк — упразднено в 2006 году[10],
- Село Жолан — упразднено в 2009 году[11],
- Село Коныртубек — упразднено в 2019 году[12].

## Сакральная география
На территории Егиндыкольского района расположен Мавзолей Бектемир Суфу.
Памятник расположен в 11 км к северо-востоку от села Жалманкулак, в 26 км к юго-западу от с. Егиндыколь, на возвышенности в урочище Косколь. Мавзолей был возведен после смерти Бектемира суфу.
Мазар Бектемир суфу является уникальным памятником культовой архитектуры XVII-XIX вв.
Бектемир Суфу был религиозным проповедником. После смерти в его честь и установлен мазар. Внутрь восьмигранного мавзолея ведет узкий коридор с перекрытием в форме трехлопастной арки. Сама могила не сохранилась. У мазара растут деревья, люди которые приходят к мазару,   привязывают на ветки белые лоскутки ткани.
Суфизм - исламский мистицизм ( произошло от слова «шерсть», либо «шерстяная одежда для лекарей») и широко использовался в VIIв. Есть и другое значение слова «Сопылық», например, слово суфа- каменная суффа- место для чтения намаза, от слова «чистое», с греческого «мудрость» и.т.д. По мнению суфиев, Бог - это смысл  жизни. Единство Бога и человека является ключом к жизни. 

## Образование
В районе 2 общеобразовательных учреждений. Все организации образования района оснащены теплыми санузлами,  везде имеется локальные очистные сооружения. 

### Среднее образование
2 школ, из них 2 школы полнокомплектные (ПКШ), остальные школы малокомплектные (МКШ):
- Егиндыкольская средняя школа №1 (ПКШ);
- Егиндыкольская средняя школа №2 (ПКШ);
- Бауманская средняя школа (МКШ);
- Днепропетровская средняя школа (МКШ);
- Армавирская средняя школа (МКШ);
- Ушаковская средняя школа (МКШ);
- Алакольская средняя школа (МКШ); 
- Жанаконусская основная школа (МКШ);
- Коркемская основная школа (МКШ). 
В 6 учебных заведениях установлено видеонаблюдение. Все 9 школ подключены к широкополосной сети интернет.
Осуществляется подвоз детей по 3 направлениям. 

### Дошкольное образование
1 - детский сад "Балбөбек".

### Инклюзивное образование
Во всех организациях создан без барьерный доступ. В двух школах района оборудованы санузлы для детей с нарушением опорно-двигательного аппарата.  Охват детей  инклюзивным образованием - 45 учащихся. Обучение на дому - 8 учащихся.
На 1 января 2020 года охват детей инклюзивным образованием составил 77%.
В районе, постановлением акима Акмолинской области от 28 декабря 2018 года создан и работает «Кабинет психолого-педагогической коррекции №19»  (КППК) управления образования Акмолинской области, расположенный в здании Егиндыкольской средней школы №2.

### Дополнительное образование
В районе имеется Егиндыкольский ДЮСШ про отделе образования, физической культуры и спорта.
Во всех организациях образования имеется детско-юношеская организация «Жас Ұлан» с общим охватом 181 учащихся, "Жас кыран" с охватом 139 учащихся и другие детские общественные объединения с охватом 658 учащихся.
В организациях образования Егиндыкольского района функционируют военно-спортивные патриотическые клубы: «Мурагер» (на базе Егиндыкольской СШ №1) с охватом 25 учащихся и Дворовый клуб "Юниор" (на базе Бауманской СШ) с охватом 35 учащихся.